# Gran Britalia (estación)
La estación sencilla Gran Britalia hará parte del sistema de transporte masivo de Bogotá llamado TransMilenio inaugurado en el año 2000.

## Ubicación
La estación está ubicada en el sur de la ciudad, más específicamente sobre la Avenida Ciudad de Cali con Avenida Ciudad de Villavicencio. Se accederá a ella a través de un puente peatonal ubicado sobre la Avenida Ciudad de Villavicencio el cual conectará también con el Portal Américas y una estación de la primera línea del metro de Bogotá.
Atenderá la demanda de los barrios Las Margaritas, Tintalito, Dindalito, Gran Britalia I y sus alrededores. En las cercanías se encuentra el Centro Comercial Milenio Plaza, SuperCADE Américas, los Centros Educativos Distritales Jaime Garzón y Durán Dussan.

## Origen del nombre
La estación recibe su nombre del barrio ubicado al costado oriental. Además, para la asignación del nombre se contó con la participación de la comunidad, quienes sugirieron como esperaban que fuera nombrada.

## Historia
El 15 de octubre de 2020, se adjudicó la construcción de la Troncal Avenida Ciudad de Cali. La troncal contará con 6 nuevas estaciones.

## Servicios de la estación

### Esquema
| ← Sur        |               |               |              |
| Calle 45 Sur | sin servicios | sin servicios | Calle 43 Sur |
|              | Vagón 1       | Vagón 2       | Puente       |
| Calle 45 Sur | sin servicios | sin servicios | Calle 43 Sur |
| Norte →      |               |               |              |

### Servicios urbanos
Así mismo funcionan las siguientes rutas urbanas del SITP en los costados externos a la estación, circulando por los carriles de tráfico mixto sobre la Avenida Ciudad de Cali, con posibilidad de trasbordo usando la tarjeta TuLlave:
| Código | Sector            | Dirección                  | Rutas                                 |
| ------ | ----------------- | -------------------------- | ------------------------------------- |
| 022A08 | G Portal Américas | Av. C. de Cali - Av. V/cio | A518A532C147C157C509K527 787A 927 T62 |
| 023A08 | G Portal Américas | Av. C. de Cali - Av. V/cio | G147G157G509G518G527G535 787A 927     |

## Ubicación geográfica
| Noroeste: Bosa      | Norte: F Portal Américas | Nordeste: F Patio Bonito |
| Oeste: Bosa         |                          | Este: Bosa               |
| Suroeste: F Betania | Sur: Bosa                | Sureste: Bosa            |